# کاخ رودسر
کاخ رودسر  مربوط به دوره پهلوی است و در رودسر، جنب ساختمان فرمانداری رودسر واقع شده و این اثر در تاریخ ۲۶ آذر ۱۳۵۶ با شمارهٔ ثبت ۱۵۱۸ به‌عنوان یکی از آثار ملی ایران به ثبت رسیده‌است.